# Carpetbagger
I USA er carpetbaggers betegnelsen for folk fra Nordstaterne, som efter den amerikanske borgerkrig flyttede til Sydstaterne i Rekonstruktionstiden (1865-1877). De dannede en alliance med tidligere slaver og hvide "Scalawags" i Det republikanske Parti, som styrede de tidligere sydstater i perioder af varierende længde mellem 1867–1877.
Begrebet "Carpetbagger" refererer til billige tøjkufferter (carpet-bags), som var populære på det tidspunkt.
Oprindelig blev begrebet brugt nedsættende og antydede at der var tale om en fidusmager, som ikke havde til hensigt at slå sig ned i området.
Selv om begrebet stadig er en fornærmelse i almindelig brug, bruges den i historiebøger og opslagsværker uden nedsættende hensigt.
Siden år 1900 har begrebet også været anvendt på udefrakommende, som søger politisk embede eller økonomisk fordel, især i områder, som de ikke tidligere har haft tilknytning til.